# Scienza nuova
Scienza nuova (amb el nom complet en italià: Principi di Scienza Nuova d'intorno alla comune natura delle nazione), és l'obra fonamental de Giambattista Vico, conegut filòsof de la història italià; la primera edició de Principis de Ciència Nova va aparèixer a Nàpols el 1725, i va ser corregida dues vegades pel mateix autor, una el 1730 i la segona editada de manera pòstuma, el 1744, que van ser nomenades respectivament Ciència nova segona i Ciència nova tercera, per diferenciar-les de l'edició original de 1725, encara que aquestes dues versions posteriors només variaven l'encapçalament i es limitaven a esmentar el caràcter correctiu o aclaridor de la versió.
Va ser escrita en un italià suposadament apassionat, què l'autor va usar per primera vegada, perquè per als seus treballs anteriors havia utilitzat el llatí.
A les edicions de 1730 i 1744 de La Nova Ciència, la primera secció té per títol «Idea del Treball» (Idea dell'Opera) presenta la «Ciència del Raonament» (Scienza di ragionare). Al llarg de l'obra Vico presenta la dialèctica entre axiomes, com les màximes autoritàries (degnità) i els «raonaments» (ragionamenti) pel mig dels quals els axiomes són temàticament i progressivament lligats; és a dir, la secció «Dels elements». Vico especifica que la Ciència del Raonament es refereix principalment a la funció social de la religió en el món humà («Idea del Treball»), i en aquest sentit l'obra «arriba a ésser una teologia civil raonada de la providència divina» (vien ad essere una teología civil ragionata della provvidenza divina).

## Història cíclica (Corsi e ricorsi)
Vico va creure en una filosofia cíclica de la història on la història humana és creada per l'home. El seu terme per a la naturalesa cíclica de la història era corsi e ricorsi. Més important encara, l'home i la societat es mouen en paral·lel des de la barbàrie fins a la civilització.
| « | A mesura que les societats es desenvolupen més socialment, la naturalesa humana també es desenvolupa, i ambdues manifesten el seu desenvolupament en canvis en el llenguatge, el mite, el folklore, l'economia, etc.; en resum, el canvi social produeix un canvi cultural. | » |

Per tant, Vico utilitza una idea orgànica original que la cultura és un sistema d'elements socialment produïts i estructurats.El coneixement de qualsevol societat prové de l'estructura social d'aquesta societat, explicable, per tant, solament en termes de la seva pròpia llengua. Com a tal, es pot trobar una relació dialèctica entre el llenguatge, el coneixement i l'estructura social.
Basant-se en una etimologia complexa, Vico argumenta en la Scienza Nuova que la civilització es desenvolupa en un cicle recurrent (ricorso) de tres edats: el diví, l'heroic i l'humà. Cada època presenta característiques polítiques i socials diferents i pot caracteritzar-se per trops o figures de llenguatge. Els giganti de l'era divina es basen en la metàfora per comparar, i així comprendre, els fenòmens humans i naturals. En l'era heroica, la metonímia i la sinècdoque recolzen el desenvolupament d'institucions feudals o monàrquiques encarnades per figures idealitzades. L'edat final es caracteritza per la popularitat democràcia i reflexió a través de la ironia; en aquesta època, l'ascens de la racionalitat condueix a la barbarie della reflessione o barbarisme de la reflexió, i la civilització descendeix una vegada més e} l'era poètica. Per tant, es pot dir que tota la història és la història de la pujada i la baixada de les civilitzacions, per la qual cosa Vico proporciona evidència —fins incloent els historiadors grecoromans.

## Recepció
El treball principal de Vico va ser mal rebut durant la seva pròpia vida, però de llavors ençà ha inspirat un quadre de pensadors i artistes famosos, incloent Karl Marx i Montesquieu. Més endavant el seu treball va ser rebut més favorablement com en el cas de Lord Monboddo qui ho]va comparar a un tractat modern.
Isaiah Berlin ha dedicat l'atenció a Vico com un crític de la Il·lustració i un important teòric humanista i de la cultura.
Scienza Nuova va ser inclòs per Martin Seymour-Smith en el seu llibre The 100 Most Influential Books Ever Written.
El cicle històric proporciona l'estructura del llibre de James Joyce, Finnegans Wake. La relació intertextual entre Scienza Nuova i Finnegans Wake va ser posada de manifest per Samuel Beckett en el seu assaig Dante... Bruno. Vico.. Joyce.publicat en Our Exagmination Round His Factification for Incamination of Work in Progress (1929), on Beckett va argumentar que la concepció de Vico del llenguatge també va tenir una influència significativa en el treball de Joyce. La noció de Vico de la lingua mentale commune (diccionari mental) en relació amb universale fantastico repercuteix en la novel·la de Joyce, que acaba enmig d'una frase, reafirmant el principi de Vico de la història cíclica.
Josep Carner va traduir l'obra al castellà el 1941 per al Colegio de México.